# Zeldert
Zeldert é uma aldeia holandesa pertencente ao município de Amersfoort, na província de Utrecht, com uma população estimada em 360 habitantes (2007).